# أويغور
الأُيْغُر (بالأيغرية: ئۇيغۇر؛ بالتركية: اویغورلر/Uygurlar؛ بالصينية المبسطة: 维吾尔، وبالصينية التقليدية: 維吾爾، بالبينيينية: Wéiwú'ěr) وتعني الاتحاد والتضامن باللغة الأيغرية. هم أقلية عرقية تركية تنتمي عرقيًا وثقافيًا إلى المنطقة العامة لوسط وشرق آسيا.
يُعرف الأيغر على أنهم مواطنين في منطقة سنجان الأيغرية ذاتية الحكم في جمهورية الصين الشعبية. تُعتبر هذه الأقلية واحدة من بين 55 أقلية عرقية معترف بها رسميًا في الصين. ترفض الحكومة الصينية فكرة اعتبارهم من السكان الأصليين، ولا تعترف بهم إلا على أنهم أقلية إقليمية داخل دولة متعددة الثقافات.
سكن الأيغر تقليديًا في سلسلة من الواحات المنتشرة عبر صحراء تكلامكان التي تضم حوض تاريم، وهي منطقة خضعت لسيطرة العديد من الحضارات تاريخيًا بما في ذلك الصين والمغول والتبت والحضارات التركية. بدأ الأيغر بالدخول في الإسلام في القرن العاشر ودخلوا الإسلام بشكل كبير بحلول القرن السادس عشر إذ لعب الإسلام دورًا هامًا في ثقافة وهوية الأيغر.
مازال 80٪ من أيغر السنجان يعيشون في حوض تاريم، ويعيش البقية منهم في أورومتشي، عاصمة سنجان، والتي تقع في منطقة دزنغاريا التاريخية. يوجد أكبر مجتمع من الأيغر الذين يعيشون في منطقة أخرى من الصين في مقاطعة تاويوان، شمال وسط خونان.
يقدر المؤتمر الأيغري العالمي عدد سكان الأيغر خارج الصين بحوالي 1.1-1.6 مليون نسمة. توجد مجتمعات كبيرة من الأيغر في الشتات في بلدان آسيا الوسطى مثل كازاخستان وقيرغيزستان وأوزباكستان. تعيش بعض المجتمعات الأيغرية الصغيرة في كندا وألمانيا وبلجيكا والنرويج والسويد وروسيا والمملكة العربية السعودية وتركيا وأفغانستان وأستراليا والولايات المتحدة وهولندا.
تشير التقديرات التي تصدر منذ عام 2016 إلى احتجاز أكثر من مليون من الأيغر في معسكرات إعادة التعليم في سنجان. وفقًا لبعض المعلومات داخل الحكومة الصينية والتي حصل الاتحاد الدولي للصحفيين الاستقصائيين (ICIJ) عليها، فإن السمة الرئيسية للمخيمات هي ضمان الالتزام بأيديولوجية الحزب الشيوعي الصيني. يُحتجز السجناء بشكل مستمر في المخيمات ولمدة لا تقل عن 12 شهرًا -اعتمادًا على أدائهم في اختبارات الأيديولوجية الصينية- ويقتصر التواصل بين النزلاء وأفراد أسرهم على مكالمة هاتفية واحدة كل أسبوع. أصدرت هيومن رايتس ووتش تقريرًا في عام 2017 تقول فيه «يجب على عملاء الحكومة الصينية إطلاق سراح الأشخاص المحتجزين في مراكز التعليم السياسي غير القانونية في سنجان، وإغلاق هذه المعسكرات. حددت تقارير الأمم المتحدة والعديد من وسائل الإعلام أن ما يصل إلى مليون شخص محتجزون في معسكرات إعادة التعليم في هذه المنطقة». اعتبارًا من نوفمبر 2019، يُحتجز شخص واحد من أصل 10 من الأيغر في معسكرات إعادة التعليم.

## الاسم
يُكتب الاسم الإثني (ئۇيغۇر) في لغة الأيغر بالأحرف العربية، وУйгур باللغة الروسية، وinйғур باللغة الأيغرية السيريليّة، وباللغة اللاتينية ʔʊjʁʊː، يُنقل هذا باللغة الصينية إلى أحرف مثل 维吾尔 / 維吾爾، وهي ما توازي بالحروف اللاتينية في بينيين اسم Wéiwú'ěr.
يُكتب الاسم رسميًا باللغة الإنجليزية «Uyghur» من قبل حكومة سنجان، ولكنه يظهر أيضًا باسم «Uighur –  Uigur- Uygur». (تعكس هذه هجاء السيريلية المختلفة Уиғур وгигур وУйгур)، يُنطق الاسم واضحًا باللغة الإنجليزية كـ/ˈwiːɡʊər/، على الرغم من أن بعض علماء الأيغر يدعون إلى استخدام النطق الأدق/u /iˈɡʊər/ بدلاً من ذلك.
مازال المعنى الأصلي للمصطلح غير واضح، تسجل النقوش التركية القديمة كلمة مكتوبة في سجلات التانغ على أنها 回 纥 / 回 紇 (Mandarin: Huíhé، ولكنها تشير على الأرجح إلى uɒiɣət باللغة الصينية الوسطى. استُخدم المصطلح أيضًا كاسم لأحد السياسات التركية التي تشكلت في الفترة الفاصلة بين خاقنات الجوكتورك الأولى والثانية (630-684 م). سجل التاريخ القديم للسلالات الخمس في 788 أو809 أن الصينيين كانوا قد انصاعوا لطلب الأيغر، وصححوا التسمية إلى 回鹘 / 回鶻 (بلغة الماندرين: Huíhú، ولكنها بقيت [ɣuɒiɣuət] بلغة الصين الوسطى). تتراوح التفسيرات الحديثة للكلمات «اسم الأيغر» من الاشتقاق من الفعل «يتبع، يستوعب نفسه»، والصفة «غير المتمردة» (أي من uy / uð- التركية إلى معنى الفعل «اليقظة، الإيقاع»، أو (من اللغة التركية oðğur)- لا يُعتقد أن أيًا من هذه العناصر مرضٍ لأن التحول الصوتي لـ /ð/ و/ḏ/ إلى /j/ لا يبدو في مكانه. لذلك لا يمكن تحديد أصل الكلمة بشكل قاطع، بالإضافة لصعوبة تحديد مرجعها ويبدو أن «Huihe» و«Huihu» يعتبران تسمية سياسية أكثر من كونها تسمية قبلية، أو ربما تكون مجموعة واحدة من بين عدة مجموعات أخرى تعرف مجتمعة باسم Toquz Oghuz. لم يُستخدم الاسم في القرن الخامس عشر، ولكن أُعيد استخدامه في أوائل القرن العشرين من قبل البلاشفة السوفييت من أجل استبدال المصطلحات السابقة «الترك» و«تركي». يُستخدم الاسم حاليًا من أجل الإشارة إلى سكان المدن الأتراك المستقرين والذين يعملون مزارعين في حوض تاريم والذين يتبعون للمنطقة الوسطى التقليدية. يمكن تمييز ممارسات الآسيويين المستقرين عن السكان البدو الأتراك في آسيا الوسطى.
يظهر الأيغر أيضًا في السجلات الصينية تحت مسميات أخرى. يظهر السجل الأول لقبيلة الأيغر في حسابات من شمال يوي في القرن الرابع-السادس الميلادي. يوصفوا على أنهم 车 / 高 車 أو ما يعني (العربات العالية)، تُهجى Gāochē باللغة الصينية الماندرية ولكن في الأصل مع نطق الصينية الوسطى المعاد تنسيقها «kɑutɑa». هذا بدوره وصل إلى Uyghur Qangqil (قاڭقى ل أو Қаңқил). والتي عُرفت فيما بعد باسم  Tiele(铁勒 / 鐵勒 ، Tiělè).

## الهوية
كان لمصطلح الأيغر تعريفًا موسعًا طوال تاريخه. دلّ في البداية فقط على تحالف صغير من قبائل تيلي في شمال الصين ومنغوليا وجبال ألتاي، ولكنه أشار لاحقًا إلى الجنسية في خاقنات الأيغور. توسع في النهاية ليصبح أصلًا عرقيًا نشأ مع سقوط خاقنات الأيغر في عام 842، ما تسبب في هجرة الأيغر من منغوليا إلى حوض تاريم.
اندمجت هذه الهجرة واستبدلت مختلف المتحدثين الهندو أوروبيين في المنطقة من أجل خلق هوية مميزة لأن لغة وثقافة المهاجرين الأتراك حلت في نهاية المطاف محل التأثيرات الهندية الأوروبية الأصلية. خلق هذا التعريف السائد للأيغر والأصل المتنوع للأيغر الحديثون بلبلة حول الذي يشكل الإثنوغرافيا الحقيقية والتكوين العرقي الأيغري الحقيقي. يعتقد العلماء المعاصرون أن الأيغر الحديثون هم أحفاد لأنواع متعددة من الشعوب، بما في ذلك الأيغر القدماء لمنغوليا والذين هاجروا إلى حوض تاريم بعد سقوط خاقنات أيغر، وقبائل ساكا الإيرانية، والشعوب الهندو-أوروبية الأخرى التي كانت تعيش في حوض تاريم قبل وصول الأيغر الأتراك.
تشير تحاليل الحمض النووي إلى أن جميع شعوب آسيا الوسطى مثل الأيغر مختلطون «قوقاز، وشرق آسيويون». يتعاطف نشطاء الأيغر مع مومياوات تاريم، وبقايا الشعوب العريقة التي تقطن المنطقة، ولكن أبحاث علم الوراثة لمومياوات تاريم القديمة وروابطهم مع الأيغر الحديثين ما تزال تمثل مشكلة، سواء للمسؤولين الحكوميين الصينيين المعنيين بالانفصالية العرقية، أو لنشطاء الأيغر المعنيين الذين من الممكن أن يؤثر البحث على مطالبهم الأصلية.

### أصل المفهوم العرقي الحديث
الأيغر هم الأشخاص الذين أطلق عليهم المسافرون الروس القدامى اسم سارت (وهو الاسم الذي استخدموه في آسيا الوسطى المستقرة الناطقة باللغة التركية عمومًا)، بينما أطلق عليهم المسافرون الغربيون اعترافًا بلغتهم اسم «تركي». اعتاد الصينيون على تسميتهم Ch'an-t'ou والتي تعني «الرؤوس المضطربة» ولكن هذا المصطلح قد أُسقط لاحقًا، إذ اعتُبر مهينًا. يستخدم الصينيون نطقهم ويطلقون عليهم الآن اسم Weiwuerh. في الواقع، لم يكن هناك اسم وطني بالنسبة لهم لقرون مضت، إذ عرف الناس أنفسهم بالواحة التي أتوا منها، مثل Kashgar أو Turfan.- أوين لاتيمور، «العودة إلى الحدود الشمالية للصين». المجلة الجغرافية، المجلد. 139، العدد 2، يونيو 1973.
لم يُستخدم مصطلح «الأيغر» من أجل الإشارة إلى أصل عرقي محدد في القرن التاسع عشر بسبب إشارة المصطلح إلى «الشعب القديم». صدرت موسوعة في أواخر القرن التاسع عشر بعنوان سيكلوبوديا الهند وشرق وجنوب آسيا واقتُبس منها «الأيغر هم من أقدم القبائل التركية، كانوا جزءًا من التتار الصينيين في (سنجان)، التي يشغلها الآن عدد مختلط من السكان الأتراك، والمغول، والكالموك». أطلق الكتاب الغربيون قبل 1921/1934 على المسلمين الناطقين باللغة التركية في الواحات اسم «تركي»، أما المسلمين الأتراك الذين هاجروا من حوض تاريم إلى إيلي وأورومتشي ودزونغاريا في الجزء الشمالي من سنجان كانوا يعرفون باسم «ترانشي» والتي تعني «المزارع». أشار الروس والأجانب الآخرون إليهم باسم «سارت، وترك، أو تركي». حددوا بأسماء مختلفة لشعوب مختلفة وردًا على استفسارات مختلفة في أوائل القرن العشرين: أطلقوا على أنفسهم اسم السارت أمام قيرغيزستان وكازاخستان، بينما أطلقوا على أنفسهم اسم «شانتو» (في حال سئلوا عن هويتهم بعد التعرف عليهم إن كانوا مسلمين أولاً). استُخدم مصطلح «Chantou» 纏頭, Ch'an-t'ou، والذي يعني «رأس الخرقة» أو«رأس العمامة» من أجل الإشارة إلى المسلمين الأتراك في سنجان، بما في ذلك من قبل شعب الهوي (تونغان). غالبًا ما تعرّف هذه المجموعات من الناس نفسها بواحة منشئها بدلًا من أصلها العرقي، على سبيل المثال: قد يشير من هم من كاشغار إلى أنفسهم باسم كاشغارليك أو كاشغاري، بينما من هم من خوتان يصفون أنفسهم بـ«خوتاني». دعا آسيويون آخرون في وسط المدينة جميع سكان الواحات الجنوبية بسنجان كاشكاري، وهو مصطلح ما يزال يستخدم في بعض المناطق الباكستانية. استخدم الشعب التركي مصطلح «مسلمان»، وهو ما يعني «مسلم»، من أجل وصف أنفسهم.
استكشف ريان ثوم مفاهيم الهوية بين أسلاف الأيغر الحديثين (اسم الأيغر الأصلي لتركستان الشرقية أو جنوب سنجان) قبل تبني اسم «أيغري» في ثلاثينيات القرن الماضي، في إشارة إليهم باسم «التيشار» في مقالته التي حملت عنوان «التاريخ المعياري: صيانة الهوية قبل القومية الأيغرية». أشار ثوم إلى أن التيشار الأتراك كان لديهم شعور بأنهم مجموعة مميزة منفصلة عن الأنديجانيك الأتراك في الغرب، والرحيق الأتراك القيرغيز، والبدو المغول، والخيت الصينيون الهان قبل أن يعرفوا باسم الأيغر. لم يكن هناك اسم واحد يستخدم لهويتهم. الأسماء المحلية المختلفة المستخدمة في تحديد الهوية هي Altishahrlik (شخص محلي Altishahr=yerlik، وتركي، ومسلمان. لا يشير مصطلح مسلمان في هذه الحالة إلى أي دلالات دينية، لأن التشاهر يتبرون من الشعوب المسلمة أخرى مثل القرغيز مع التعريف أنفسهم على أنهم مسلمون. تقول الدكتورة لورا ج.نيوباي إن الشعب التركي التيشاري يعتبر نفسه منفصلًا عن غيره من المسلمين الأتراك منذ القرن التاسع عشر على الأقل.
ظهر اسم «أيغوري» مرة أخرى بعد أن استولى الاتحاد السوفييتي على الاسم المستعار للقرن التاسع من اسم خاقنات أيغور، ثم أعاد تطبيقه على جميع المسلمين الأتراك غير المسلحين في سنجان. تبع ذلك المستشرقون الأوروبيون الغربيون مثل يوليوس كلابروث في القرن التاسع عشر والذي أعاد إحياء الاسم ونشر المصطلح على المثقفين الأتراك المحليين، واقتُرح من القرن التاسع عشر من المؤرخين الروس بأن الأيغر الحديثون ينحدرون من المملكة Qocho وKara-Khanid Khanate والتي تشكلت بعد تفكك خاقنات الأيغر. يتفق المؤرخون عمومًا على أن اعتماد مصطلح «الأيغر» يستند إلى قرار من مؤتمر عام 1921 في طشقند والذي حضره مسلمون أتراك من حوض تاريم (سنجان). هناك، اُختير مصطلح «الأيغر» من قبلهم كإثنية، على الرغم من ملاحظة المندوبين اختلاف المجموعات الحديثة المشار إليها باسم «الأيغور» عن خاقنات الأيغر القديمة. حسب ليندا بنسون، فإن السوفييت وعملاءهم شينغ شياسي كانوا يعتزمون تعزيز جنسية الأيغر من أجل تقسيم السكان المسلمين في سنجان، في حين أن الشعوب التركية المسلمة المختلفة فضلت أن تحدد نفسها على أنها «تركي» أو «تركستاني شرقي» أو«مسلم».
من ناحية أخرى، قام النظام الحاكم في الصين في ذلك الوقت (الكومينتانغ)، بتجميع جميع المسلمين، بما فيهم شعب سنجان الناطق باللغة التركية، في «جنسية هوي». أشارت أسرة تشينغ وكومينتانغ عمومًا إلى المسلمين الأتراك المقيمين في الواحات في سنجان بوصفهم «هويون برئاسة العمامة» من أجل تمييزهم عن الأعراق ذات الغالبية المسلمة في الصين. أشار الأجانب الذين سافروا إلى سنجان في ثلاثينيات القرن العشرين، مثل جورج دبليو هانتر، وبيتر فليمنج، وإيلا مايلارت، وسفين هيدين، إلى المسلمين الأتراك في المنطقة بكتبهم باسم «تركي». كان استخدام مصطلح «الأيغر» مجهولًا في سنجان حتى عام 1934. عندما وصل حاكم المنطقة شينج شيكاي إلى السلطة، تبنى التصنيف الإثنوغرافي السوفييتي بدلًا من تصنيف الكومينتانغ، وكان أول من أصدر الاستخدام الرسمي لمصطلح «أيغر» على المسلمين الأتراك في سنجان. حلت تسمية «الأيغر» رسميًا محل التسمية السابقة «رأس الخرقة».
تعرضت تسمية شنغ شيكاي لاسم «الأيغر» للشعب التركي في سنجان لانتقادات ورفض من قبل المثقفين الأتراك مثل حزب العمال التركي ونشطاء الاستقلال في تركستان الشرقية مثل محمد أمين بوقرة ومسعود صبري. إذ طالبوا باستخدام أسماء «Türk» أو«Türki» بدلاً من ذلك كأسماء عرقية تشير لشعبهم. نظر مسعود صبري إلى شعب هوي على أنهم مسلمون من الهان الصينية ومنفصلون عن شعبهم، في حين انتقد بوغرين شنغ تقسيم المسلمين الأتراك إلى أعراق مختلفة الأمر يمكن أن يزرع روح الانفصال بين المسلمين الأتراك. بعد النصر الشيوعي، واصل الحزب الشيوعي الصيني في عهد ماو تسي تونغ استخدام التصنيف السوفييتي، مستخدمًا مصطلح «الأيغر» لوصف العرق الحديث.
يشير الاستخدام الحالي لمصطلح الأيغر إلى سكان المناطق المتحضرة والناطقين باللغة التركية بالإضافة للمزارعين في حوض تاريم وإيلي والذين يتبعون الممارسات التقليدية في آسيا الوسطى المستقرة، كما يتميزون عن السكان الأتراك الرحل في آسيا الوسطى. ومع ذلك، يعتبر عملاء الحكومة الصينية بعض شعوب «الأيغر» ذوي تاريخ متباين بشكل كبير وأسلافًا من المجموعة الرئيسية، مثل لوبليكس من مقاطعة رواكيانغ وشعب دولان، ويعتقد أنها أقرب إلى الأويرات المغول والقرغيز. أدى استخدام مصطلح الأيغر إلى مفارقات تاريخية عند وصف تاريخ الناس. في أحد كتبه، لم يستخدم جيمس ميلوارد مصطلح الأيغر عمدًا لهذا السبب.
توجد إثنية أخرى، في غرب يوغور في قانسو، تُعرّف عن نفسها بأنها «الأيغر الأصفر» (Sarïq Uyghur). يقول بعض العلماء أن ثقافة أيغر ولغتها ودينها أقرب إلى الثقافة الأصلية لولاية أيغر كاراكوروم الأصلية مقارنة بثقافة الأيغر الحديثين في سنجان. يجادل اللغوي والإثنوغرافي س.روبرت رامزي بإدراج كل من أيغر الشرقية والغربية وسلار كمجموعات فرعية من الأيغر بناءً على جذور تاريخية مماثلة للأيوغور وعلى أوجه التشابه اللغوية المتصورة مع سالار.
يستخدم «التركستاني» كاسم عرقي بديل من قبل بعض الأيغر. على سبيل المثال، تبنى الغجر الأيغريون في شبه الجزيرة العربية هوية «تركستاني». وتبنى بعض الأيغر في المملكة العربية السعودية النصبة العربية لمدينتهم الأم، مثل «الكاشغري» من كاشغار. مثل عائلة أيغر حمزة كشغري السعودي الذي وُلد في كاشغار.

## التاريخ
مازال تاريخ شعب الأيغر، مثلما هو الحال مع الأصل العرقي للشعب، مسألة خلاف بين القوميين الأيغر والسلطة الصينية. اعتبر المؤرخون الأيغريون أن الأيغر هم السكان الأصليون لسنجان مع تاريخ طويل فيها. كتب السياسي والمؤرخ الأيغري محمد أمين بوغرة في كتابه تاريخ تركستان الشرقية، والذي شدد على الجوانب التركية لشعبه امتلاك الأتراك تاريخ يمتد إلى 9000 عام، في حين اكتشف المؤرخ تركون ألماس مومياوات تاريم واستنتج أن المومياوات الأوريغور وُجدت قبل 6400 عام من التاريخ، بالإضافة لادعاء مؤتمر الأيغر العالمي وجود تاريخ قدره 4000 عام في تركستان الشرقية. ومع ذلك، فإن وجهة النظر الصينية الرسمية تؤكد أن الأيغر في سنجان قد نشؤوا من قبائل تيلي وأصبحوا القوة الاجتماعية والسياسية الرئيسية فقط في سنجان خلال القرن التاسع عندما هاجروا من منغوليا إلى سنجان بعد انهيار خاقنات الأيغر، ليحلوا محل الهان الصينيون وادعوا أنهم كانوا هناك منذ عهد أسرة هان. ومع ذلك، لا يعتبر الكثير من العلماء الغربيون المعاصرون أن الأيغر الحديثون ينحدرون من أصل خطي مباشر من خاقنات الأيغر القديمة في منغوليا. ويعتبرونهم بالأحرى أحفاد عدد من الشعوب، أحدهم قدماء الأيغر.

### التاريخ المبكر
يشير اكتشاف مومياوات تاريم المحفوظة جيدًا للشعوب الأوروبية إلى هجرة شعب أوروبي إلى منطقة تاريم في بداية العصر البرونزي حوالي عام 1800 قبل الميلاد. من المحتمل أن هؤلاء الأشخاص كانوا يتحدثون اللغة التوشارية، وقد اقترح البعض أن تكون «يويزي» المذكورة في النصوص الصينية القديمة. ومع ذلك، ادعى نشطاء الأيغر أن هذه المومياوات هي من أصل الأيغر، مستندين بشكل جزئي إلى الكلمة -التي جادلوا أنها تدل على الأيغر- والتي عثر عليها في النصوص المكتوبة المرتبطة بهذه المومياوات، على الرغم من إشارة اللغويون الآخرون إليها على أنها كلمة صغدية شُملت لاحقًا بالأيغرية. جلبت الهجرات اللاحقة شعوبًا من الغرب والشمال الغربي إلى منطقة سنجان، يُحتمل أنهم كانوا متحدثين بلغات إيرانية مختلفة مثل قبائل ساكا. شُمل أشخاص آخرون في المنطقة المذكورة في النصوص الصينية القديمة مثل دينغلينغ وكذلك Xiongnu والذين قاتلوا لعدة مئات من السنين من أجل الانتصار في المنطقة ضد الصينيين. مثلما ادعى بعض القوميون الأيغر النزول من Xiongnu (وفقًا للنص التاريخي الصيني، فإن كتاب Wei، مؤسس الأيغر كان ينحدر من Xiongnu)، ولكن العلماء الصينيون الحديثون ناقضوا هذا الرأي.
طردت يويزي من قِبل Xiongnu، ولكنها أسست إمبراطورية كوشان، والتي أحدثت بعض التأثير في حوض تاريم إذ عُثر على نصوص خروستي في لولان ونيا وخوتان. كانت لولان وخوتان من بين العديد من ولايات المدن التي كانت موجودة في منطقة سنجان خلال عهد أسرة هان، وتشمل دول أخرى مثل كوتشا وتورفان وكاراساهار وكاشجار. اندمج السكان المستقرون في هذه المدن لاحقًا مع الأتراك القادمين مثل الأيغر في خاقنات أيغر لتشكيل الأيغر الحديثون.

### خاقنات الأيغور (من القرن الثامن إلى التاسع الميلادي)
كان الأيغر في خاقنات الأيغر جزءًا من اتحاد تركي يدعى تيلي، والذين عاشوا في الوديان جنوب بحيرة بايكال وحول نهر ينيسي. أطاحوا بالخاقنات التركية وأنشأوا خاقنات الأيغر.
امتدت خاقنات الأيغر من بحر قزوين إلى منشوريا واستمرت من 744 إلى 840. أديرت من العاصمة الإمبراطورية أوردو-بالي، والتي كانت واحدة من أكبر المدن القديمة التي بنيت في منغوليا. في عام 840، بعد مجاعة وحرب أهلية، هُزمت خاقنات الأيغر من قبل ينيسي كيرغيز، وهم شعب تركي آخر. ونتيجة لذلك، فإن غالبية المجموعات القبلية التي كانت تحت سيطرة الأيغر سابقا تشتت بعيدًا عن منغوليا.

### الممالك الأيغرية (من القرن التاسع إلى الحادي عشر الميلادي)
وفقًا لكتاب التانغ الجدد، تفرق الأيغر الذين أسسوا خاقنات الأيغر بعد سقوط الخاقنات، وذهبوا للعيش بين كارلوكس وأماكن أخرى مثل قانتشو. مملكة قانتشو (870-1036)، وعاصمتها بالقرب من زانغيي (قانسو الحالية في الصين). يُعتقد أن الأيغر الحديثون هم أحفاد هؤلاء الأيغر. احتُلت غانزو بواسطة ويستيرن شيا في 1036.
تأسست مملكة الأيغر الثانية، مملكة كوتشو والمعروفة أيضًا باسم الأيغرستان في فترة لاحقة، في منطقة توربان وعاصمتها في كوتشو (غاوتشانغ الحديثة) وبشباليك. استمرت مملكة كوتشو من القرن التاسع إلى القرن الرابع عشر وأثبتت أنها ستدوم لفترة أطول من أي قوة وجدت أو ستتواجد في المنطقة. كان الأيغر أصلًا المانويين، ولكنهم اعتنقوا البوذية خلال هذه الفترة. قبل وجود كوتشو كارا كياي سيدًا لها في 1130، استسلمت طوعًا إلى الإمبراطورية المغولية الصاعدة في 1209. سُمح لأيغر مملكة كوتشو بالحصول على استقلال ذاتي ولعبوا دورًا مهمًا كموظفين مدنيين في الإمبراطورية المغولية، ولكنها دُمرت في النهاية على يد خاناتي شاغاتاي بحلول نهاية القرن الرابع عشر.

### الأسلمة
في القرن العاشر، أسست كارلوك، وياجماس، وتشيجيلس وقبائل تركية أخرى كارا خانيد خاقنات في سيمييرشاي، وتيان شان الغربية، وكشاريا، ثم غزوا ترانكسوكيانا. كان من المحتمل أن يكون حكام قرخانيد من يغمص والذين ارتبطوا بـ Toquz Oghuz، وبالتالي فإن بعض المؤرخين يرون هذه حلقة وصل بين كاراخانيد والأيغر في خاقنات الأيغر، على الرغم من أن هذا الارتباط يتنازع عليه آخرون.
اعتنق القرخانيون الإسلام في القرن العاشر على يد السلطان ساتق بوغرا خان، وكانت أول سلالة تركية قامت بذلك. يرى الأيغر المعاصرون القراخانيين المسلمين جزءًا مهمًا من تاريخهم. ومع ذلك، كانت أسلمة حوض تاريم عملية تدريجية. غُزيت مملكة خوتان البوذية الهندو-أوروبية من قِبل القرخانيين المسلمين الأتراك من كاشغار في أوائل القرن الحادي عشر، ولكن أيغر كوشو ظلوا بوذيين بشكل أساسي حتى القرن الخامس عشر، ولم يكتمل تحويل شعب الأيغر إلى الإسلام حتى القرن السابع عشر.
شهد القرن الثاني عشر والثالث عشر هيمنة القوى غير المسلمة: أولاً كارا خيتان في القرن الثاني عشر، تلاها المغول في القرن الثالث عشر. بعد وفاة جنكيز خان في عام 1227، أصبحت ترانكسوكانا وكاشغار متاحة لابنه الثاني تشاجاتاي خان. انقسمت شاجاتاي خاناتي إلى قسمين في الأربعينيات من القرن السابق، وأصبحت منطقة شاجاتاي خاناتي التي يعيش فيها الأيغر الحديثون جزءًا من مغوليستان، والتي تعني «أرض المغول». في القرن الرابع عشر، اعتنق شاجتايد خان توغلوك تيمور الإسلام، وتبعه نبلاء جنكيزيد المغولي أيضًا في اعتناق الإسلام. احتل ابنه خزر خوجة كوتشو وتورفان (قلب الأيغرستان) في تسعينيات القرن العشرين، وأصبح الأيغر مسلمين إلى حد كبير مع بداية القرن السادس عشر. بعد أن تحولوا إلى الإسلام، فشل أحفاد الأيغر البوذيين سابقًا في تورفان بالحفاظ على ذكرى تراث أجدادهم ويعتقد زورًا أن «كافل كالموك» (دزنغارز) هم الذين بنوا الهياكل البوذية في منطقتهم.
من أواخر القرن الرابع عشر حتى القرن السابع عشر، أصبحت منطقة سنجان تنقسم إلى موغولستان في الشمال، والتشارهر (كاشغار وحوض تاريم) ومنطقة تورفان، وكثيرًا ما كان يحكم كل منهما على حدة من قِبل أحفاد شاغاتاييد المتحدرين، ودوغلاتس، ثم خوجاس.
انتشر الصوفيون أيضًا في الإسلام، وكانت فروع نظام النقشبندي هي خوجاس الذين سيطروا على الشؤون السياسية والعسكرية في حوض تاريم وترفان في القرن السابع عشر. على الرغم من ذلك، انقسم خوجاس إلى فصيلين متنافسين، هما أقتغليك خوجاس (يُطلق عليهم أيضًا اسم آفاقية) وقرطاجليك خوجاس (الإسحاقية). استمر تراث خوجاس حتى القرن التاسع عشر. استولت قاراتغليك خوجاس على السلطة في يارداند، إذ حكم خانات شاجاتاي في ياركنت خانات، ما أجبر أقتقليك أفاقي خوجة على النفي.

### حكم تشينغ
نما دزنغار خاناتيه البوذي في السلطة في دزونغاريا في القرن السابع عشر. أنهى غزو دزنغار للتشارهر آخر شاجاتاي خاناتي المستقلة، ياركنت خانات، بعد محاولة أقتاقيك آفاق خوجة للحصول على مساعدة من الدالاي لاما الخامس وأتباعه من دزنغار البوذيين لمساعدته في نضاله ضد قاراتغليك خوجاس. بعد ذلك أصبحت قبلة خوجاس في حوض تاريم تابعة للجزر.
أدى توسع دزنغار في منطقة خالخا منغول في منغوليا إلى نزاع مباشر مع تشينغ تشاينا في أواخر القرن السابع عشر، وفي أثناء ذلك أعاد الوجود الصيني إلى المنطقة بعد ألف عام من فقد تانغ تشيان السيطرة على المناطق الغربية.
استمرت الحرب بين دزنغار وتشينغ عشر سنوات. أثناء نزاع دزنغار، قام شقيقان من أقتاقليك، يدعى الأصغر خوجة (بالصينية: 霍集占)، والمعروف أيضًا باسم خواجا جهان، وأخوه، الأخ خوجة (بالصينية: 波羅尼都)، والمعروف باسم برهان الدين، بعد أن اعتبروا قاصرين في حوض تاريم من قبل دزنغارز، انضموا أولاً إلى تشينغ وتمردوا ضد حكم دزنغار حتى النصر الأخير لتشينغ على دزنغارز، ثم تمردوا ضد تشينغ، وهو الإجراء الذي أدى إلى غزو واحتلال حوض تاريم على يد تشينغ في عام 1759. كان الأيغر في تورفان وهامي مثل أمين خوجة حلفاء لتشينغ في هذا الصراع، وساعد هؤلاء الأيغر أيضًا في حكم تشينغ على حكم آل تايشير الأيغر في حوض تاريم. انتهت الحملة الأخيرة ضد دزونغارس في 1750 مع إبادة دزونغارس بشكل جماعي. خلق «الحل النهائي» للإبادة الجماعية من أجل حل مشكلة المغول في دزنغار وجعلها أرضًا خالية من الدزنغاريين، والتي أعقبتها مستوطنة برعاية تشينغ لملايين الأشخاص الآخرين في دزنغاريا. في شمال سنجان، جلبت أسرة تشينغ هان وهوي وأيغر وشيبي وداور وسولسون وتاركانش مسلم تارانشيس وكازاخستان، مع ثلث إجمالي سكان سنجان الذين يتألفون من هوي وهان في المنطقة الشمالية، بينما كان ثلثي الأيغر تقريباً في حوض تاريم جنوب سنجان. في دزنغاريا، أنشأ كينغ مدنًا جديدة مثل أورومتشي وينينغ. يقطن الآن العديد من الكازاخستانيين حوض دزنغريان نفسه. لذا كوّن سنجان وغير تركيبته الديموغرافية أيضًا. أدى سحق الزنجاريين البوذيين على يد تشينغ إلى تمكين البيج المسلمين في جنوب سنجان، وهجرة المسلمين إلى شمال سنجان، وزيادة الترك بالإضافة للتسامح مع القوة الإسلامية، ومع الثقافة والهوية المسلمة التركية، وحتى تم أحيانًا الترويج لها من قِبل أسرة تشينغ. لذلك جادل هنري شوارز بأن «انتصار تشينغ كان -بمعنى ما- نصرًا للإسلام».
في بكين، تجمع مجتمع من الأيغر حول المسجد بالقرب من المدينة المحرمة، بعد أن انتقل إلى بكين في القرن الثامن عشر.
حدث تمرد أوش في عام 1765 من قبل الأيغر ضد المانشو بعد وقوع العديد من حوادث سوء الإدارة وسوء المعاملة التي تسببت بغضب كبير واستياء. أمر إمبراطور المانشو بتدمير مدينة اليوغور المتمردة، وأُعدام الرجال واستعبدت النساء والأطفال.
خلال ثورة دونجان (1862-1877)، طرد أنديجاني أوزبك من خانتي كوكان بقيادة بوزورج خان وياقوب بي مسؤولي كينغ من أجزاء من جنوب سنجان وأسس مملكة كاشغارية مستقلة تدعى يتشر «بلد المدن السبع». تحت قيادة يعقوب بيج، تضمنت كاشغار وياركاند وخوتان وأكسو وكوتشا وكورلا وتوربان.
قامت قوات أسرة تشينغ الكبيرة بقيادة الجنرال الصيني تسوه تسونغتانغ بمهاجمة يتشار في عام 1876. بعد هذا الغزو، قامت منطقتان دزنغاريا، اللتان كانتا تعرفان بمنطقة دزنغار أو المسيرات الشمالية لتيان شان، وتاريم وأعيد تنظيم الحوض، الذي كان يعرف باسم «الأرض المسلمة» أو المسيرات الجنوبية لتيان شان، في مقاطعة تسمى سنجان بمعنى «الإقليم الجديد».

### العصر الحديث
في عام 1912، استُبدلت أسرة تشينغ بجمهورية الصين. بحلول عام 1920، أصبح الجاديديون عموم تركيا تحديًا لأمير الحرب الصيني يانغ زينجكسين الذي سيطر على سنجان. قام الأيغر بالعديد من الانتفاضات ضد الحكم الصيني. مرتين، في عامي 1933 و1944، واكتسبوا استقلالهم بنجاح (بدعم من الزعيم الشيوعي السوفييتي جوزيف ستالين): كانت جمهورية تركستان الشرقية الأولى محاولة قصيرة الأجل للاستقلال حول كاشغر، ودُمرت خلال تمرد كومول من قبل الصينيين والجيش الإسلامي بقيادة الجنرال ما تشانكانج وما فويوان في معركة كاشغار (1934). كانت جمهورية تركستان الشرقية الثانية دولة شيوعية تابعة للاتحاد السوفيتي الذي كان موجودًا في الفترة من 1944 إلى 1949 في المقاطعات الثلاث فيما يعرف الآن بإقليم إيلي الكازاخستاني المستقل خلال ثورة إيلي بينما كانت غالبية سنجان تحت سيطرة جمهورية الصين. عارض الانفصاليون الأيغريون الدينيون من جمهورية تركستان الشرقية الأولى مثل عيسى يوسف البتكين ومحمد أمين بوقرة الانفصاليين الأيغريين المدعومين من جمهورية شرق تركستان الشرقية تحت حكم أحمد أحمد قاسم ودعموا جمهورية الصين خلال تمرد إيلي.
أعلن ماو تأسيس جمهورية الصين الشعبية في الأول من أكتوبر عام 1949. وحول جمهورية تركستان الشرقية الثانية إلى مقاطعة إيلي الكازاخية المتمتعة بالحكم الذاتي، وعين سيف الدين عزيزي أول حاكم للحزب الشيوعي في المنطقة. فر العديد من الموالين للجمهوريين إلى المنفى في تركيا والدول الغربية. غُير اسم سنجان إلى منطقة سنجان الأيغرية ذاتية الحكم، إذ كان الأيغر هم أكبر عرق، وتركز معظمهم في جنوب غرب سنجان. يعد الصراع في سنجان نزاعًا انفصاليًا مستمرًا في مقاطعة سنجان الواقعة في أقصى غرب الصين، والتي تُعرف منطقتها الشمالية باسم دزنغاريا ومنطقتها الجنوبية (حوض تاريم) باسم تركستان الشرقية. يزعم الانفصاليون الأيغر وحركات الاستقلال أن المنطقة ليست جزءًا من الصين، ولكن جمهورية تركستان الشرقية الثانية دُمجت بشكل غير قانوني من قبل جمهورية الصين الشعبية في عام 1949 وهي منذ ذلك الحين تحت الاحتلال الصيني. ما تزال هوية الأيغر مجزأة، إذ يدعم البعض رؤية الوحدة الإسلامية، التي تمثلها حركة تركستان الشرقية الإسلامية، بينما يدعم البعض الآخر رؤية الوحدة التركية، مثل منظمة تحرير تركستان الشرقية. تود مجموعة ثالثة أن تكون دولة مستقلة «أيغرستان»، مثل حركة الاستقلال في تركستان الشرقية. نتيجة لذلك، تتحدث جماعة الأيغر أو تركستان الشرقية بالنيابة عن جميع الأيغر، على الرغم من أنها قد تدعي ارتكاب الأيغر في كل من هذه المعسكرات أعمال عنف ضد الأيغر الآخرين الذين يعتقدون أنهم مندمجون جدًا مع المجتمع الصيني أو الروسي أو أنها ليست متدينة بما فيه الكفاية. وإذ تدرك «قيادات» الأيغر، مثل «ربيعة قدير»، ألا تقف مع أي جانب، وأن تحشد الدعم الدولي لـ «حقوق ومصالح الأيغر»، بما في ذلك الحق في التظاهر، على الرغم من أن الحكومة الصينية قد اتهمتها بتدبير يوليو 2009 القاتل (أعمال شغب أورومتشي). ينص كتاب إريك إينو تام لعام 2011 على أن «فرضت السلطات رقابة على كتّاب الأيغر» في التواريخ الرسمية التي تصور التوسع الإقليمي الصيني في المناطق الحدودية العرقية على أنها «توحيد (tongyi)، وليس فتوحات (zhengfu) أو ملحقات (tunbing)».

#### اضطهاد الأيغر
يعاني الأيغر منذ عام 2014 في سنجان في ظل وجود «دولة بوليسية كاملة» من ضوابط وقيود واسعة النطاق على حياتهم الدينية والثقافية والاجتماعية. في سنجان، وسعت الحكومة الصينية من مراقبة الشرطة من أجل مراقبة علامات «التطرف الديني» التي تشمل امتلاك كتب عن الأيغر، أو نمو اللحية، أو امتلاك سجادة صلاة، أو الإقلاع عن التدخين أو شرب الكحول. قامت الحكومة أيضًا بتركيب كاميرات في منازل المواطنين العاديين.
علاوة على ذلك، يوجد ما لا يقل عن 1200000 شخص (وربما أكثر من مليون شخص) مُحتجزون في معسكرات الاعتقال الجماعي، والتي يطلق عليها اسم «معسكرات إعادة التعليم»، والتي تهدف إلى تغيير التفكير السياسي للمحتجزين وهوياتهم ومعتقداتهم الدينية. تبقي بعض هذه المنشآت السجناء محتجزين على مدار الساعة، في حين يترك البعض الآخر نزلاءهم يعودون ليلًا إلى ديارهم. ذكرت صحيفة نيويورك تايمز أن على النزلاء «غناء تراتيل مشيدة بالحزب الشيوعي الصيني وكتابة مقالات النقد الذاتي»، وأن السجناء يتعرضون أيضًا للإيذاء الجسدي واللفظي من قبل حراس السجن. يتم في بعض الأحيان تعيين المسؤولين الصينيين لمراقبة أسر السجناء الحاليين. احتُجزت النساء بسبب تصرفات أبنائهن أو أزواجهن.
أنكرت الحكومة وجود المعسكرات في البداية، ولكنها غيرت موقفها وادّعت بأن المعسكرات تعمل على محاربة الإرهاب وتقديم التدريب المهني لشعب الأيغر. ومع ذلك، لم تستجب لدعوات الناشطين من أجل فتح المعسكرات للزائرين لإثبات ذلك. بالإضافة إلى ذلك، أظهرت المجموعات الإعلامية أن الكثيرين في المخيمات احتُجزوا قسرًا هناك في ظروف غير صحية قاسية أثناء تلقينهم التعليم السياسي. فسر بعض المحللين فترات العزلة المطولة لرجال الأيغر على أنها محاولة من أجل منع إنجاب الأيغر لتغيير التركيبة السكانية العرقية للبلد.
كشفت هيئة الإذاعة البريطانية بي بي سي نيوز في أكتوبر 2018، بناءً على تحليل صور الأقمار الصناعية التي جُمعت مع مرور الوقت، أنه يتم اعتقال مئات الآلاف من الأيغر في معسكرات سريعة التوسع. مثلما ورد في عام 2019 أن «المئات» من الكتاب والفنانين والأكاديميين كانوا قد سجنوا، فيما وصفته المجلة بأنها محاولة «لمعاقبة أي شكل من أشكال التعبير الديني أو الثقافي» بين الأيغر.
بالتوازي مع الاحتجاز القسري لملايين البالغين، في عام 2017 وحده، فُصل ما لا يقل عن نصف مليون طفل بالقوة عن أسرهم، ووضعوا في معسكرات ما قبل المدرسة مع أنظمة مراقبة على غرار السجون مع إحاطتهم بما يقارب 10 آلاف سور كهربائي منعًا لهربهم.
في عام 2019، ذكرت مقالة في صحيفة نيويورك تايمز أن جماعات حقوق الإنسان ونشطاء الأيغر قالوا إن الحكومة الصينية تستخدم تكنولوجيا مستوردة من الشركات الأمريكية والباحثين لجمع الحمض النووي الأيغري. قالوا إن الصين تقوم ببناء قاعدة بيانات شاملة للحمض النووي كي تكون قادرة على تعقب الأيغر الذين يقاومون حملة إعادة التعليم.
على الرغم من القمع المستمر للأيغر والذي صورته وسائل الإعلام الغربية، لم يكن هناك سوى عدد قليل جدًا من الاحتجاجات من الدول الإسلامية ضد اعتقال الحزب الشيوعي الصيني لهم. في ديسمبر 2018، اعترفت منظمة التعاون الإسلامي (OIC) في البداية بالتقارير المزعجة من المنطقة، ولكن سُحب البيان في وقت لاحق واستعيض عنه بالتعليق القائل بأن منظمة المؤتمر الإسلامي «تشيد بجهود جمهورية الصين الشعبية في توفير الرعاية لمواطنيها المسلمين، وتتطلع إلى مزيد من التعاون بين منظمة المؤتمر الإسلامي وجمهورية الصين الشعبية». حتى المملكة العربية السعودية، والتي تستضيف أعدادًا كبيرة من الأيغر العرقيين، امتنعت عن أي نقد رسمي للحكومة الصينية، ربما بسبب العلاقات الاقتصادية والسياسية بين الصين والعديد من الدول الإسلامية. في حين أن المتحدث باسم وزارة الخارجية التركية ندد بالصين «بسبب انتهاكها حقوق الإنسان الأساسية للأيغور الأتراك والمجتمعات المسلمة الأخرى في منطقة سنجان الأيغرية ذاتية الحكم» ولكن في فبراير 2019، قال الرئيس التركي أردوغان في وقت لاحق «إنها حقيقة أن الناس من جميع الأعراق في سنجان يعيشون حياة سعيدة وسط تنمية الصين وازدهارها» أثناء زيارته للصين. قال أردوغان أيضًا إن بعض الناس كانوا يسعون إلى «إساءة استخدام» أزمة سنجان من أجل تهديد تركيا وعلاقتها الاقتصادية مع الصين.
اتهم الحزب الشيوعي الصيني بالإبادة الجماعية الثقافية بسبب احتجازه مليونًا من الأيغر في معسكرات الاعتقال من أجل تغيير تفكيرهم السياسي وهوياتهم ومعتقداتهم الدينية. تشير أدلة الأقمار الصناعية إلى تدمير الصين لأكثر من عشرين موقعًا دينيًا مسلمًا تابعًا للأيغر بين عامي 2016 و2018.
أثارت 22 دولة في يوليو 2019 -من بينها أستراليا والمملكة المتحدة وكندا وفرنسا وألمانيا واليابان- مخاوف بشأن «أماكن اعتقال واسعة النطاق، فضلاً عن المراقبة والقيود المفروضة على نطاق واسع، ولاسيما استهداف الأيغر والأقليات الأخرى في سنجان». حثّ السفراء الـ 22 الصين على وضع حد للاعتقال التعسفي والسماح «بحرية تنقل الأيغر ومجتمعات المسلمين والأقليات الأخرى في سنجان». ومع ذلك، لم تكن أي من هذه الدول في الغالب دولًا إسلامية.
أصدر سفراء 37 دولة خطابًا مشتركًا إلى رئيس مجلس حقوق الإنسان التابع للأمم المتحدة والمفوض السامي لحقوق الإنسان التابع للأمم المتحدة في 12 يوليو 2019 يظهرون فيه دعمهم للصين، على الرغم من الإدانة الدولية لاحتجاز ما يصل إلى مليوني شخص من الأيغر المسلمين. تضمنت هذه الدول العديد من الدول الأفريقية، والمملكة العربية السعودية، وروسيا، وكوريا الشمالية، وفنزويلا، وكوبا، وبيلاروسيا، ومينامار، والفلبين، وسوريا، وباكستان، وعمان، والكويت، وقطر، والإمارات العربية المتحدة والبحرين. في 20 أغسطس 2019، سحبت قطر توقيعها من الرسالة، منهية دعمها للصين بسبب معاملتها للمسلمين.
في أغسطس 2020، تلقت هيئة الجمارك وحماية الحدود بالولايات المتحدة التماسين من نشطاء حقوق الإنسان، يناشدون السلطات بحظر جميع واردات القطن من سنجان الصينية. وأشار النشطاء إلى أن الأقليات المسلمة من الأيغر في المنطقة تتعرض لضغوط للعمل في حقول القطن.
دعم بعض الدول الإسلامية لتعامل الصين مع الأيغر غير واضح. ولكن، في يناير 2022، أعرب المتحدث باسم وزارة الخارجية الصيني، «وانغ وين بين» عن رضاه بتأكيد وزراء دول مجلس التعاون الخليجي لدعمهم الثابت لسجل الصين في مجال حقوق الإنسان. بعد الاجتماع بين وزراء الخارجية من الجانبين، كان من الواضح ان الدول ذات الاغلبية المسلمة مثل الإمارات العربية المتحدة والمملكة العربية السعودية يدعمون «المواقف الشرعية للصين بشأن القضايا المتعلقة بتايوان وسنجان وحقوق الإنسان»، وعارضوا «التدخل في شؤون الصين الداخلية تسييس قضايا حقوق الإنسان».
أصبحت حملة القمع ضد الأقليات من قبل السلطات الصينية دولية ، حيث تم استهداف مسلمي الإيغور في الخارج. كانت الشرطة والوكلاء الصينيون يعملون أيضًا على المستوى الدولي ، من أجل التعرف على الإيغور والأقليات الدينية الأخرى الذين فروا من الصين. إلى جانب ذلك ، تم إنشاء «مواقع سوداء» في الخارج ، حيث أجرى كبار المسؤولين الصينيين استجوابات. اتبعت السلطات في دول أخرى ، بما في ذلك الإمارات العربية المتحدة ومصر والمملكة العربية السعودية وغيرها ، تعليمات بكين ، حيث احتجزت ورحلت الإيغور. وكشف تحقيق أن الإمارات على وجه الخصوص ، كانت الدولة الرئيسية للأجهزة الأمنية الصينية لتنفيذ عملياتها ضد هذه الأقليات. أقامت الإمارات والصين علاقات دبلوماسية وتجارية قوية حيث كشفت شهادات معتقلين سابقين عن تعاون الإمارات مع السلطات الصينية لإدارة مرافق احتجازهم السرية في الوطن العربي.,

## أيغر تاويوان وخونان
يعيش حوالي 5000 من الأيغر حول مقاطعة تاويوان وأجزاء أخرى من تشانغده في مقاطعة خونان. ينحدرون من هالة باشي، أحد زعماء الأيغر من توربان (مملكة كوتشو)، وجنوده من الأيغر الذين أرسلهم الإمبراطور مينغ إلى خونان في القرن الرابع عشر من أجل سحق متمردي مياو خلال ثورات مياو في عهد أسرة مينغ. سجل إحصاء عام 1982 وجود 4000 من الأيغر في خونان. يمتلكون الأنساب التي بقيت منذ 600 سنة إلى يومنا هذا. علم الأنساب هو عادة من الهان الصينية التي اعتمدها خونان الأيغر. مُنح هؤلاء الأيغر لقب جيان من قبل الإمبراطور. هناك بعض الالتباس فيما إذا كانوا يمارسون شعائر الإسلام أم لا. يقول البعض إنهم اندمجوا مع الهان ولم يمارسوا شعائر الإسلام بعد الآن وأن نسبهم النسبية تشير إلى أسلافهم الأيغرية. تفيد مصادر الأخبار الصينية أنهم مسلمون.
أمرت إمبراطورية مينغ قوات الأيغر بقيادة هالة بسحق تمردات مياو. جيان هو اللقب الغالب بين الأيغر في تشانغده، وخونان. توجد مجموعة أخرى من الأيغر تحمل اللقب ساي. تزاوجت هوي وأيغر في منطقة خونان. هوي هم من نسل العرب وهان الصينيين الذين تزاوجوا وتشاركوا في الدين الإسلامي مع الأيغر في خونان. يقال إن عددهم الآن حوالي 10000 شخص. الأيغر في تشانغده ليسوا متدينين جدًا ويأكلون لحم الخنزير. يعارض كبار السن من الأيغر هذا، خاصةً الشيوخ في المساجد في تشانغده ويسعون إلى إعادتهم إلى العادات الإسلامية.
بالإضافة إلى أكل لحم الخنزير، يمارس الأيغريون من تشانغده خونان عادات الهان الصينية الأخرى، مثل التبرك بالأسلاف عند القبور. بعض الأيغر من سنجان يزورون خونان الأيغر بدافع الفضول أو الاهتمام. أيضًا، لا يتحدث الأيغر في خونان لغة الأيغر، بل يتحدثون الصينية ويعتبرونها لغتهم الأم بالإضافة للغة العربية لأسباب دينية في المساجد.

## علم الوراثة
الأيغر هم سكان أورو-آسيويين يتمتعون بسمات أنثروبومترية وراثية شرق وغربي آسيوية. وبالتالي، فإن الأيغر هم واحد من العديد من السكان في أوراسيا الوسطى التي تعتبر مرتبطة وراثياً بالسكان «القوقاز» و«المنغوليون».
دراسة واحدة كتبها شو وآخرون في (2008)، باستخدام عينات من خوتان فقط، وجدت أن الأيغر يمتلكون حوالي 60٪ من أصول أوروبية أو جنوب غرب آسيا وحوالي 40٪ من أصول شرق آسيا. أظهرت دراسة أخرى أجراها نفس الفريق مكونًا أوروبيًا/غرب آسيويًا أكبر قليلاً (52٪) من سكان الأيغر في جنوب سنجان، لكن 47٪ فقط من سكان الأيغر الشماليين. دراسة مختلفة من قبل لي وآخرون في (2009) استخدمت فيها عينة أكبر من الأفراد من منطقة أوسع، عثر فيها على مكون شرق آسيوي أعلى بحوالي 70٪ مع تشابه أكبر بكثير مع أوروبيين من «شرق أوروبا» أكثر من سكان شرق آسيا، بينما كان مكون أوروبا/غرب آسيا حوالي 30٪. أظهرت دراسة (2013) حول الحمض النووي الجيني أن متوسط الأيغر الأقرب إلى الأتراك الآخرين في آسيا الوسطى والصين. يشير تحليل تنوع السيتوكروم كذلك إلى أن الأيغر أقرب إلى السكان الصينيين والسيبيريين من المجموعات القوقازية المختلفة في غرب آسيا أو أوروبا. كشفت دراسة على الحمض النووي للميتوكوندريا (2013) (وبالتالي المساهمة الوراثية الأمومية) أن تواتر هابلوغروب خاص بغربي أوروبا وآسيا عند الأيغر هو 42.6٪، ومجموعة هابلوغروب شرق آسيا 57.4 ٪.
أظهرت دراسة على الحمض النووي الأبوي (2016) أن مجموعات هابلوغروب من غرب أوراسيا في الأيغر شكلت حوالي 65٪ إلى 70٪ ، ومجموعات هابلوغي شرق آسيا حوالي 30٪ إلى 35٪.
لاحظ تحليل جيني ل951 عينة من الأيغر من 14 مجموعة سكانية فرعية مختلفة في سنجان وجود تمايز بين الجنوب الغربي والشمال الشرقي في السكان بسبب جبال تيانشان التي تشكل حاجزًا طبيعيًا، مع تدفق الجينات من الشرق والغرب إلى هذه المجموعات المنفصلة. تحدد الدراسة أربعة مكونات أسلاف رئيسية قد نشأت من مجموعتين خُلطتا سابقًا: واحدة من الغرب ذات أصل أوروبي (25-37٪) وأسلاف من جنوب آسيا (12-20٪)، وأخرى من الشرق مع سيبيريا (15-17٪) وأسلاف شرق آسيا (29-47٪). وهي تحدد موجة قديمة من المستوطنين الذين وصلوا قبل حوالي 3750 عامًا، ويعود تاريخها إلى مواهب تاريم التي تعود إلى ما قبل 4000 إلى 2000 عام لشعب ذي سمات أوروبية، وموجة أحدث حدثت قبل حوالي 750 عامًا. يشير التحليل إلى أن الأيغر مرتبطون ارتباطًا وثيقًا بسكان آسيا الوسطى مثل الهزارة في أفغانستان والأوزبك، يليهم سكان شرق آسيا وغرب أوروبا الآسيوية. بينما أظهر السكان الأيغر تنوعًا كبيرًا، إلا أن الاختلافات بينهم أصغر من تلك الموجودة بين الأيغر وغير الأيغر.
تعتبر الخصائص الفيزيائية للعديد من الأيغر متميزة بمزيج من الخصائص الأوروبية والشرق آسيوية «غريبة» في الصين: في المسرح، أصبح استخدام ممثلي الأيغر أمرًا شائعًا بسبب قدرتهم على لعب أدوار الشخصيات الأجنبية بينما يتحدثون في نفس الوقت لغة الماندرين الخالية من العيوب.

## الحضارة

### الدين
مارس الأيغر القدماء الشامانية والتنجرية، ثم المانوية والبوذية والكنيسة الشرقية. بدأ الناس في منطقة حوض تاريم الغربي اعتناقهم للإسلام في وقت مبكر من فترة كارا خانيد خاقنات. كانت هناك حالات تحول للمسيحية في أواخر القرن التاسع عشر وأوائل القرن العشرين، ولكنها قُمعت من قبل عملاء حكومة جمهورية تركستان الشرقية الأولى. الأيغر المعاصرون هم مسلمون في المقام الأول وهم ثاني أكبر عرق مسلم في الصين بعد الهوي.
غالبية الأيغر الحديثون هم من السنة، على الرغم من وجود صراعات إضافية بين الطوائف الدينية الصوفية وغير الصوفية. بينما يعتبر الأيغر الحديثون الإسلام جزءًا من هويتهم، إلا أن الاحترام الديني يختلف بين المناطق المختلفة. بشكل عام، فإن المسلمين في المنطقة الجنوبية، ولا سيما كاشغار، أكثر محافظة. على سبيل المثال، النساء اللائي يرتدين الحجاب (قطعة قماش بنية تغطي الرأس بالكامل) أكثر شيوعًا في كاشغار، لكن قد لا يُعثر عليه في بعض المدن الأخرى. هناك أيضًا انقسام عام بين الأيغر ومسلمي الهوي في سنجان وهم يتعبدون عادة في مساجد مختلفة. لا تشجع الحكومة الصينية العبادة الدينية بين الأيغر وهناك أدلة على أن مساجد الأيغر بما فيها المساجد التاريخية تُدمر بشكل مستمر.

### اللغة
تحدث الأشخاص القدامى في حوض تاريم بلغات مختلفة مثل ساكا (خوتاني) وتوشاريان وغانداري. جلب الشعب التركي الذي انتقل إلى المنطقة في القرن التاسع معهم لغاتهم التي حلت ببطء محل اللغات الأصلية للسكان المحليين. بحلول القرن الحادي عشر، لاحظ محمود الكشغري أن الأيغر (من قوشو) يتحدثون لغة تركية بحتة، لكنهم ما زالوا يتحدثون لغة أخرى فيما بينهم ولهم نصوص مختلفة. بالإضافة إلى أن أهل خوتان لا يعرفون اللغة التركية جيدًا ولديهم لغتهم ونصوصهم (خوتانيز). أشار كتاب الفترة الكرخانية، الكاشغاري ويوسف بالاساجون، إلى لغتهم التركية باسم الخقانية (تعني الملكية) أو «لغة كاشغار» أو ببساطة: التركية.
تُصنف لغة الأيغر الحديثة تحت فرع كارلوك لعائلة اللغة التركية. ترتبط ارتباطًا وثيقًا بـ Äynu وLop وIli Turki وChagatay (لغات كارلوك الشرقية) وأقل ارتباطًا بقليل بالأوزبكية (وهي غرب كارلوك). لغة الأيغر هي لغة جميلة وتحتوي ترتيب كلمات للموضوع والفعل. وتمتلك انسجام حرفي مثل اللغات التركية الأخرى ولديها حالات اسمية وفعلية، لكنها تفتقر إلى التمييز بين أشكال الجنس.
اعتمد الأيغر الحديثون عددًا من النصوص البرمجية الخاصة بلغتهم. اعتُمد النص العربي، المعروف باسم شاغاتاي الأبجدية، جنبًا إلى جنب مع الإسلام. تُعرف هذه الأبجدية باسم Kona Yëziq (النص القديم). أدت التغييرات السياسية في القرن العشرين إلى إصلاحات عديدة في نصوص الكتابة، على سبيل المثال الأبجدية الأيغرية السيريلية المستندة إلى السريالية، وهي نص جديد من لغة الأيغر اللاتينية، ثم الأبجدية العربية الأيغرية التي أُصلح والتي تمثل جميع حروف العلة على عكس Kona Yëziq. نسخة لاتينية جديدة، الأبجدية اللاتينية الأيغرية، ابتكرت أيضًا في القرن الحادي والعشرين.
في تسعينيات القرن الماضي، لم يتمكن الكثير من الأيغر في أجزاء من سنجان من التحدث بلغة الماندرين الصينية.

### المؤلفات
كانت الأعمال الأدبية لأيغر القديمة في الغالب ترجمات للنصوص الدينية البوذية والمانوية، ولكن كانت هناك أيضًا أعمال سردية وشاعرية وملحمية أصلية على ما يبدو للأيغر. ومع ذلك، وُجد أدب جيد في فترة كارا خانيد والتي يعتبرها الأيغر الحديثون الجزء المهم من تقاليدهم الأدبية. من بين هذه النصوص والتاريخ الديني الإسلامي للشعوب التركية والأعمال المهمة الباقية من تلك الحقبة هي كوتادجو بيليج أو «حكمة المجد الملكي» للمؤلف يوسف خصب حاجب (1069–1070)، محمود الشغري ودواني لواء الترك «معجم اللهجات التركية» (1072) وإيهاب يونيكي في كتابه «الله». يشمل الأدب الديني الأيغري الحديث التكية والسير الذاتية للشخصيات الدينية والقديسين. كتب اللغة التركية Tadhkirah i Khwajagan بواسطة م.صادق كشغري. كُتبت العديد من المخطوطات بين عامي 1600 و1900 باللغة التركية المكرسة لقصص السلاطين المحليين والشهداء والقديسين. ولعل أشهر وأشهر قطع الأدب الأيغري الحديث هي: عبد الرحيم أتكورز إيز، وأوغانغان زيمين، ووروايات زوردون صابر أنايورت، ووزيا صامديمي ميمخان وسر السنين.

### الموسيقى
يُعد المقام هو النمط الموسيقي الكلاسيكي. المقامات الـ12 هي أحد الملاحم من الأيغر. طُور نظام المقام بين الأيغر في شمال غرب الصين وآسيا الوسطى على مدار الـ 1500 عامًا الماضية تقريبًا من نظام المقامات الشرطي العربي الذي أدى إلى العديد من الأنواع الموسيقية بين شعوب أوراسيا وشمال إفريقيا. يمتلك الأيغر أنظمة مقام محلية سميت باسم مدن الواحات في سنجان، مثل دولان وإيلي وكومول وتوربان. الأكثر تطورًا في هذه المرحلة في 12 منطقة في منطقة تاريم الغربية، والتي أصبحت الآن رمزًا كبيرًا للموسيقى والأغاني التي سجلها المؤدون التقليديون Turdi Akhun وOmar Akhun وغيرهم في الخمسينيات وحُررت في نظم أكثر منهجية. على الرغم من أن فناني الأداء الشعبي ربما قاموا بتحويل أغانيهم مثلما هو الحال في عروض تقسيم التركية، إلا أن الشريعة المؤسسية الحالية تؤلف كمؤلفات ثابتة بواسطة الفرق الموسيقية.
عُين الأيغر مقام سنجان من قبل الأمم المتحدة كجزء من التراث غير المادي للبشرية.
تُعزى أمانيسا خان، التي تسمى أحيانًا أمانى شاهان (1526-1560)، إلى جمع والحفاظ على المقامات الإثني عشرية. كتب الباحث الروسي بانتوسوف أن الأيغر صنعوا الآلات الموسيقية الخاصة بهم، إذ امتلكوا 62 نوعًا مختلفًا من الآلات الموسيقية وفي كل بيت من الأيغر كانت هناك أداة تسمى «duttar».

### الرقص
«سنام» هي رقصة شعبية بين شعب الأيغر. تُرقص عادة من قبل الناس في حفلات الزفاف والمناسبات الاحتفالية والحفلات. قد تؤدى الرقصة مع الغناء والمرافقة الموسيقية. «سما» هي شكل من أشكال الرقص الجماعي لنوروز (رأس السنة الجديدة) وغيرها من المهرجانات. وتشمل الرقصات الأخرى رقصات دولان وشاديان ونزيركوم. قد تتناوب بعض الرقصات بين الغناء والرقص، وعادة ما تستخدم براميل الأيغر المعروفة باسم dap بجانب رقصات الأيغر.

### الفن
خلال أواخر القرن التاسع عشر وأوائل القرن العشرين، اكتشفت البعثات العلمية والأثرية إلى منطقة طريق الحرير في سنجان العديد من معابد الكهوف وأطلال الدير واللوحات الجدارية، وكذلك المنمنمات والكتب والوثائق. يوجد 77 كهفًا صخريًا في الموقع. تحتوي معظمها على مسافات مستطيلة ذات أسقف مقوسة مستديرة، وغالبًا ما تنقسم إلى أربعة أقسام، لكل منها لوحة جدارية تمثل بوذا. التأثير هو سقف كامل مغطى بمئات من جداريات بوذا. رُسمت بعض الأسقف ببوذا كبير محاط بشخصيات أخرى، بما في ذلك الهنود والفرس والأوروبيون. تتنوع جودة الجداريات مع كون بعضها ساذجًا من الناحية الفنية، في حين أن البعض الآخر من روائع الفن الديني.

### التعليم
تاريخيًا، كان المستوى التعليمي لأهل الأيغر القدامى أعلى من العرقيات الأخرى المحيطة بهم. أصبح الأيغر البوذيون في كوتشو موظفين مدنيين في الإمبراطورية المغولية، وتمتع البوذيون الأيغر القدامى بمكانة عالية في الإمبراطورية المغولية. في العصر الإسلامي، أُمكن توفير التعليم عن طريق المساجد والمدارس الدينية. خلال عهد تشينغ، أُنشئت المدارس الكونفوشيوسية الصينية في سنجان وفي أواخر القرن التاسع عشر في المدارس التبشيرية المسيحية.
في أواخر القرن التاسع عشر وأوائل القرن العشرين، وقعت المدارس في الغالب ضمن المساجد والمدارس الدينية. أدارت المساجد مدارسًا غير رسمية، تُعرف باسم الكتّاب أو المكتب، ملحقة بالمساجد، وقد وفرت المكتبات معظم أنواع التعليم وكان منهجها دينيًا وشفهيًا في المقام الأول. يمكن تعليم الأولاد والبنات في مدارس منفصلة، قد يقدم بعضها أيضًا مواد علمانية حديثة في أوائل القرن العشرين. في المدارس، دُرس الشعر والمنطق والقواعد العربية والشريعة الإسلامية. في أوائل القرن العشرين، نشر المسلمون الأتراك الجدد من روسيا أفكارًا جديدة عن التعليم وأشاعوا هوية «التركستاني».
أصبح التعليم الديني في الآونة الأخيرة مقيدًا للغاية في سنجان، وسعت السلطة الصينية إلى القضاء على أي مدرسة دينية واعتبرتها غير قانونية. على الرغم من أن المدارس الإسلامية الخاصة (المدارس الصينية العربية (中 阿 學校) كانت مدعومة ومسموح بها من قبل الحكومة الصينية بين مناطق هوي المسلمة منذ الثمانينات، فإن هذه السياسة لا تمتد إلى المدارس في سنجان بسبب الخوف من تعزيز المشاعر الانفصالية.
أصبح التعليم العلماني أكثر انتشارًا ابتداءً من أوائل القرن العشرين. في وقت مبكر من عصر جمهورية الصين الشعبية، كان لدى الأيغر خيارًا بين نظامين مدرسيين علمانيين منفصلين، أحدهما يتم بلغتهم الخاصة والآخر يقدم تعليمه باللغة الصينية فقط. ربط العديد من الأيغر الحفاظ على هويتهم الثقافية والدينية مع لغة التدريس في المدارس، وبالتالي فضلوا مدرسة الأيغر للغات. ومع ذلك، منذ منتصف الثمانينات فصاعدًا، بدأت الحكومة الصينية في تقليص التعليم في الأيغر وبدأت في منتصف التسعينات أيضًا بدمج بعض المدارس من النظامين. بحلول عام 2002، كانت جامعة سنجان، وهي في الأصل مؤسسة ثنائية اللغة، قد توقفت عن تقديم دورات في اللغة الأيغرية. من عام 2004 فصاعدًا، أصبحت سياسة الحكومة هي أن يتم إجراء الفصول باللغة الصينية بأكبر قدر ممكن وفي بعض المناطق المختارة، بدأ التعليم باللغة الصينية من الصف الأول. أصبح مستوى التحصيل العلمي بين الأيغر أقل عمومًا من مستوى الهان الصينيين -قد يكون هذا بسبب تكلفة التعليم ونقص الكفاءة في اللغة الصينية والتي أصبحت الآن الوسيلة الرئيسية للتعليم- بين العديد من الأيغر وفرص العمل الفقيرة لخريجي الأيغر. الأيغر في الصين، على عكس هوي وسلار -ومعظمهم من المسلمين أيضًا-  لا يعارضون عمومًا فكرة التعليم المختلط. ومع ذلك، يمكن سحب الفتيات من المدرسة قبل الفتيان.

### الطب التقليدي
الطب الأيغري التقليدي هو الطب الیوناني مثلما هو مستخدم في إمبراطورية المغول. وصف السير بيرسي سايكس الدواء بأنه «يعتمد على النظرية اليونانية القديمة» وذكر كيف تم علاج الأمراض «عبر الصحاري وواحات آسيا الوسطى». اليوم، ما يزال من الممكن العثور على الطب التقليدي في أكشاك الشوارع. على غرار الطب التقليدي، يتم التشخيص عادة من خلال فحص النبض والأعراض وتاريخ المرض، ثم يقوم الصيدلي بتجميع الأعشاب المجففة المختلفة، ما يجعل الأدوية مخصصة وفقًا للوصفة الطبية. تبنت المستشفيات الأيغرية الطبية الحديثة العلوم الطبية الحديثة وطبقت التكنولوجيا الصيدلانية القائمة على الأدلة والأدوية التقليدية. تاريخيًا، ساهمت المعرفة الطبية الأيغرية في الطب الصيني من خلال العلاجات الطبية والمواد الطبية والمكونات واكتشاف الأعراض.

### الأطباق التقليدية
أبرز الأكلات الأيغورية هي البيلاف أو ما يسمى بالرز البخاري واللغمن وقورمة الدجاج والسانغزا (ساڭزا) وهي كرات من عجين دقيق القمح المقرمش، والسامسا هي فطائر الضأن المخبوزة في فرن الحجر الخاص مع الخبز متعدد الطبقات. وكذلك الغوشنان (گۆشنان) وهي فطائر محشوة بلحم الغنم المشوي.

### الملابس والتجهيزات
يرتدي الأيغر شابان، وهو معطف ودوبا، وهي قبعة للرجال. ويرتدون أيضًا أغطية الرأس الأخرى مثل سلوى تيلبيك  салва тәлпәк.
في أوائل القرن العشرين، كانت النساء التركيات في الأماكن العامة في سنجان يرتدين حجابًا مغطى بأغطية مخملية مع قلنسوة من فرو الثعلب في سنجان، مثل ما شهده المغامر أحمد كمال في ثلاثينيات القرن الماضي. كتب المسافرون من الفترة السير بيرسي سايكس وإيلا سايكس أنه في كاشغر دخلت النساء في بازار «التعامل مع حجابهن» لكن الملالي حاولوا فرض ارتداء الحجاب وكانوا «معتادين على ضرب أولئك اللائي يظهرن وجههن في البازار». في تلك الفترة، كان الانتماء إلى أوضاع اجتماعية مختلفة يعني اختلافًا في مدى لبس الحجاب.
حلق الرجال المسلمون التركستانيون عادة كل شعر رؤوسهم. لاحظ السير أوريل شتاين أن تركي محمد، اعتاد أن يحمي رأسه المحلوق هذا تحت غطاء فرو كبير عندما تكون درجة الحرارة منخفضة للغاية مثلما كان في ذلك الوقت. لم تحدث قصات شعر للرجال في «أيام أجوز» وهي أيام السنة التي كانت تعتبر مشؤومة.
تشتهر ينغيصار بتصنيع سكاكين الأيغر اليدوية. الكلمة الأيغرية للسكين هي بيشاك (پى چاق، пичақ) وكلمة السكاكين هي بيشاكليش (پى چاقچى لى قى، пичақчилиқ). ومن المعروف قدرة الأيغر الحرفيين في ينغيصار على تصنيع السكاكين بأنفسهم. يحمل الرجال الأيغريون السكاكين كجزء من ثقافتهم لإظهار ذكورية مرتديها، لكنها أدت أيضًا إلى توتر عرقي. وضعت قيود على بيع السكاكين بسبب المخاوف من الإرهاب والاعتداءات العنيفة.

### العمل والرزق
معظم الأيغر هم من المزارعين. جعلتهم زراعة المحاصيل في منطقة الأيغر القاحلة يتفوقون في تقنيات الري على غيرهم. يشمل هذا بناء وصيانة قنوات تحت الأرض تسمى كاريز والتي تجلب المياه من الجبال إلى حقولهم. تشمل بعض السلع الزراعية المعروفة التفاح (وخاصة من غولجا)، والبطيخ الحلو (من هامي)، والعنب من توربان. ومع ذلك، فإن العديد من الأيغر يعملون أيضًا في صناعات التعدين والمصانع والقطن والبتروكيماويات. الحرف اليدوية المحلية مثل نسج البساط ونحت اليشم مهمة أيضًا لصناعة الأكواخ في الأيغر.

### الأسماء
منذ وصول الإسلام، يستخدم معظم الأيغريون الأسماء العربية، ولكن ما يزال البعض يستخدمون أسماء الأيغر التقليدية وأسماء أخرى. بعد إنشاء الاتحاد السوفييتي، أضاف العديد من الأيغر الذين درسوا في آسيا الوسطى السوفييتية اللواحق الروسية لترجمة ألقابهم وجعلها تبدو روسية. تُستخدم أسماء من روسيا وأوروبا في قرماي وهرمقي من قبل جزء من السكان الأيغر المقيمين في المدينة. يستخدم آخرون أسماءً يصعب فهمها لعلم أصول الكلام، إذ يرجع تاريخ الغالبية العظمى إلى العصر الإسلامي وكونها من اللغة العربية أو الفارسية.

## وصلات خارجية
- موقع صوت شعب الايغور باللغة العربية
- منسيون ومعذبون في الصين، مقالة بقلم فهمي هويدي في الجزيرة نت
- من هم الإيغور، مقالة في جريدة الأخبار التركية
- أزمة مسلمي الصين، مقالة بقلم غراهام فولر في الجزيرة نت
- الصين واليوغور المسلمون، مقالة بقلم غراهام فولر في الجزيرة نت
- ايغور الصين المسلمون دَربُ الحربِ والحرير استطلاع مصور من مجلة العربي

1. ↑  يُعدّ عدد سكان الأويغور محلّ نزاع بين السلطات الصينية والمنظمات الأويغورية خارج الصين. ويتناول قسم "السكان" في هذه المقالة هذا النزاع بمزيد من التفصيل.